# Раймунд, Фердинанд

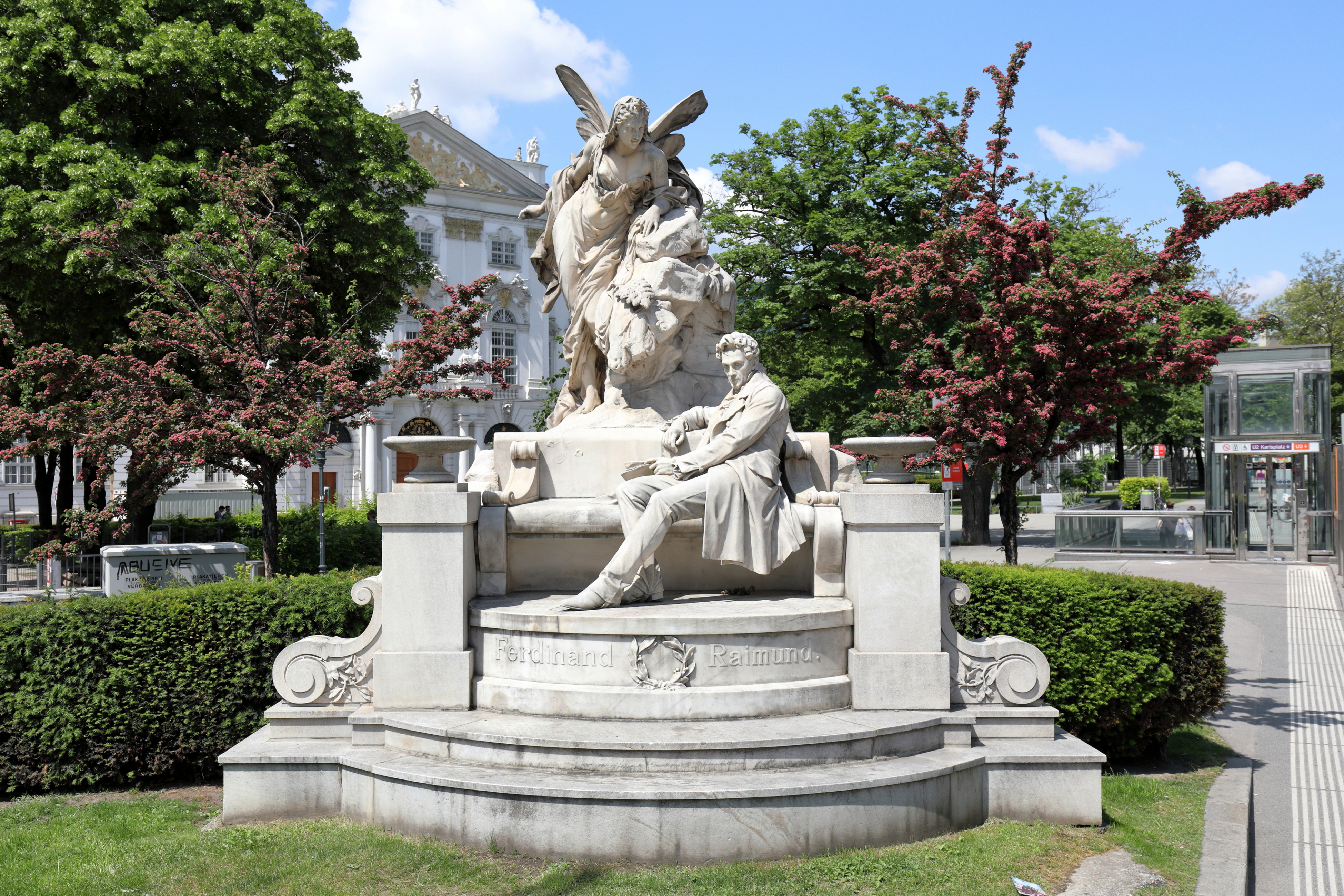
Памятник Фердинанду Раймунду в Вене

Фердинанд Раймунд (нем. Ferdinand Raimund, настоящее имя Фердинанд Якоб Райман (нем. Ferdinand Jakob Raimann; 1 июня 1790, Вена — 5 сентября 1836, Поттенштайн) — австрийский актёр, театральный режиссёр и драматург.

## Биография
Фердинанд Раймунд — сын богемского токаря. После смерти отца в 1804 году проходил обучение в придворной кондитерской (современный Демель) и там завёл первые знакомства в театральных кругах, а затем бросил работу, чтобы стать актёром. В 1808 году он присоединился к труппе странствующих комедиантов и вместе с ними гастролировал по провинции. В 1814 году Раймунд вернулся в Вену и с успехом играл в Театре в Йозефштадте, где исполнил роль Франца Моора в «Разбойниках» Шиллера. В 1817 году перешёл в труппу Леопольдштадтского театра, а в 1828—1830 годах руководил этим театром и попробовал себя в качестве режиссёра.
В 1823 году состоялась премьера его первой пьесы «Мастер барометров на волшебном острове». Раймунд также известен пьесами «Бриллиант королевского призрака» (нем. Der Diamant des Geisterkönigs, 1824), «Девушка из страны фей, или Крестьянин-миллионер» (нем. Das Mädchen aus der Feenwelt oder Der Bauer als Millionär, 1826), «Альпийский король и мизантроп» (нем. Der Alpenkönig und der Menschenfeind, 1828) и «Расточитель» (нем. Der Verschwender, 1834), написанными в традициях австрийского народного театра.
В ночь с 29 на 30 августа 1836 года, после укуса собаки, которую он ошибочно посчитал бешеной, пустил себе пулю в рот, однако умер не сразу, а только 5 сентября.
Был зятем драматурга и писателя Йозефа Алоиса Глейха.

## Память
- Имя Фердинанда Раймунда носит основанный в 1893 году венский театр Раймунд-театр.
- Изображен на австрийских почтовых марках 1965 и 1990 года.

## Переводы на русский язык
Золотое сечение. — М.: Радуга, 1988. С. 60-63.
Альпийский король и мизантроп (перевод Ильдара Сафуанова) // Современная драматургия. — 2017. — №1. — С. 226-152.
Альпийский король и мизантроп (перевод Ильдара Сафуанова) // Из австрийской и немецкой драматургии: Пьесы австрийских и немецких драматургов-классиков. — М.: Прометей, 2025. —  С. 8-73. ISBN 978-5-00172-745-3